# Masao Maruyama (général japonais)
Pour les articles homonymes, voir Maruyama.
Masao Maruyama (1889-1957) est un officier de l'armée impériale japonaise. Il prit part à la campagne de Guadalcanal, durant la Seconde Guerre mondiale, avec le grade de colonel. 
Il finit sa carrière avec le grade de général de division.